# Konrad Schröder
Konrad Schröder (* 24. Mai 1941 in Köln) ist ein deutscher Fremdsprachendidaktiker.

## Leben
Nach der Promotion zum Dr. phil. in Saarbrücken 1967 wurde er außerordentlicher Professor in Frankfurt am Main 1970, ordentlicher Professor 1971 und Professor für Didaktik des Englischen in Augsburg 1973.
Gemeinsam mit den Kollegen Helmut Glück und Mark Häberlein gründete er am 25. September 2013 in Augsburg die „Matthias-Kramer-Gesellschaft für die Erforschung der Geschichte des Fremdsprachenerwerbs und der Mehrsprachigkeit“ und war bis 2019 deren 2. Vorsitzender.

## Schriften (Auswahl)
- Die Entwicklung des Englischunterrichts an den deutschsprachigen Universitäten bis zum Jahre 1850. Mit einer Analyse zu Verbreitung und Stellung des Englischen als Schulfach an den deutschen höheren Schulen im Zeitalter des Neuhumanismus. Ratingen 1969, OCLC 1857650.
- mit Thomas Finkenstaedt: Quo vadis? Englisch als Zielsprache. Hamburg 1971, OCLC 901567562.
- Fremdsprachenunterricht in der Sekundarstufe II. Stuttgart 1975, ISBN 3-12-921050-4.
- Lehrwerke für den Englischunterricht im deutschsprachigen Raum 1665–1900. Einführung und Versuch einer Bibliographie. Darmstadt 1975, ISBN 3-534-06443-7.